# Chung kết UEFA Champions League 2014
Trận Chung kết UEFA Champions League 2014 là trận đấu cuối cùng của giải UEFA Champions League 2013–14, mùa bóng thứ 59 tại giải đấu quy tụ tất cả các câu lạc bộ hàng đầu châu Âu do UEFA tổ chức, và là mùa bóng thứ 22 giải đấu có tên gọi UEFA Champions League (Cúp các đội vô địch bóng đá quốc gia châu Âu). Trận đấu sẽ được tổ chức trên Sân vận động Ánh sáng ở Lisbon, Bồ Đào Nha, vào ngày 24 tháng 5 năm 2014 giữa hai đội bóng Tây Ban Nha là Real Madrid và Atlético Madrid. Đây là trận đấu chung kết thứ năm có hai đội đến từ cùng một quốc gia, lần thứ hai góp mặt hai đại diện Tây Ban Nha ở chung kết và là lần đầu tiên trong lịch sử Champions League có hai đội bóng cùng một thành phố thi đấu với nhau trong một trận chung kết. Real Madrid thắng trận 4–1 sau hiệp phụ, với các bàn thắng của Gareth Bale, Marcelo và Cristiano Ronaldo sau bàn thắng gỡ hòa ở phút 93 của Sergio Ramos, đã làm cho bàn thắng của Diego Godín vào hiệp 1 trở nên vô nghĩa. Vì thế Real Madrid lập một kỉ lục giành 10 chức vô địch trong giải đấu này, 12 năm sau khi họ giành chức vô địch thứ chín.
Real đối đầu với đội vô địch UEFA Europa League 2013-14, Sevilla trong trận Siêu cúp châu Âu 2014 và vào bán kết FIFA Club World Cup 2014 với tư cách là đại diện của UEFA. Trong trận siêu cúp, Real Madrid đã giành chiến thắng 2–0 với cú đúp của Cristiano Ronaldo.

## Sân vận động tổ chức

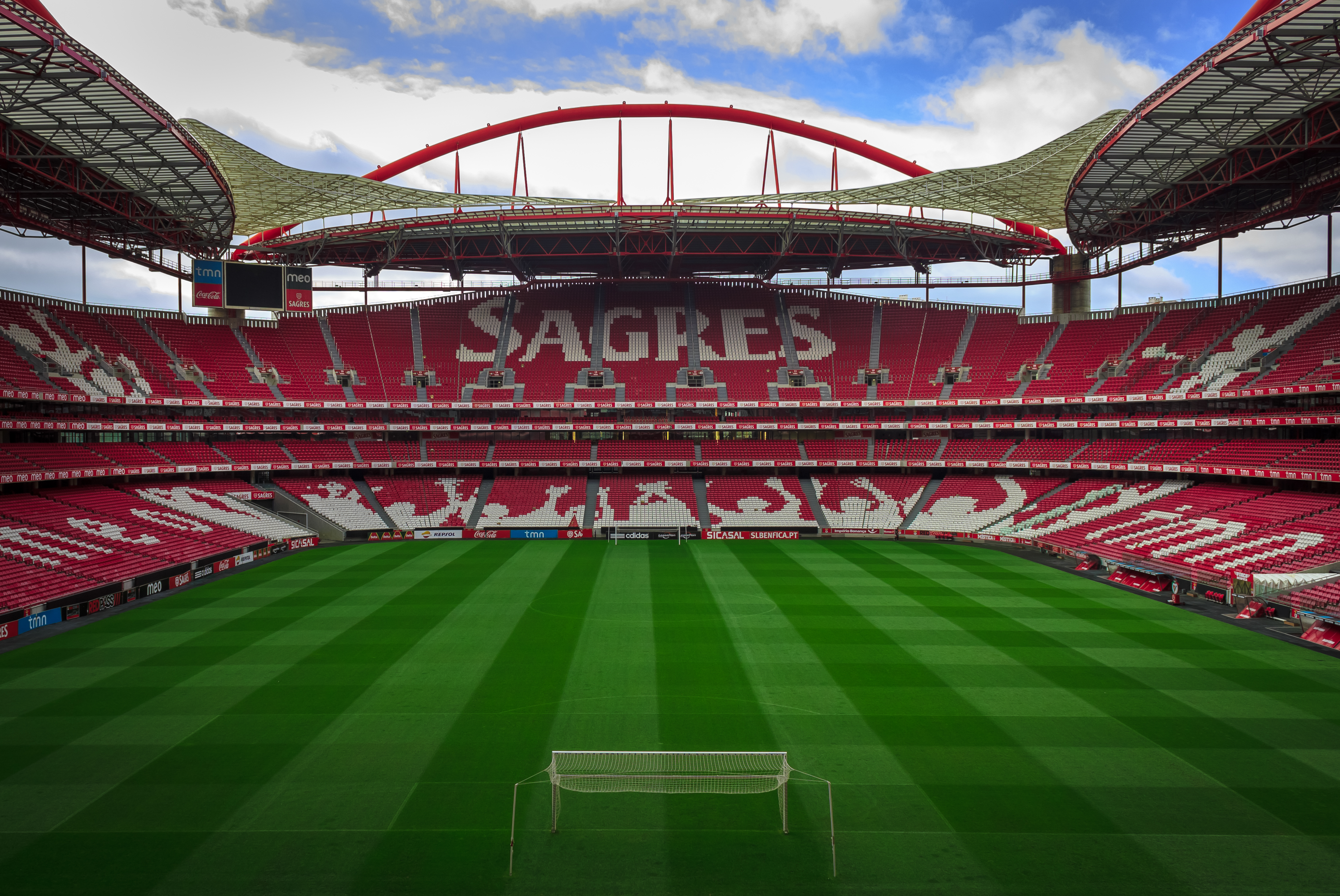
Sân vận động Ánh sáng, nơi được chọn để tổ chức trận chung kết UEFA Champions League lần đầu tiên.

Sân vận động Ánh sáng (Estadio da Luz) ở Thành phố Lisbon, Bồ Đào Nha, được chọn làm địa điểm tổ chức trận chung kết của năm 2014 trong cuộc họp Ban chấp hành UEFA tại Istanbul, Thổ Nhĩ Kỳ, vào ngày 20 tháng 3 năm 2012. Đây là sân nhà của câu lạc bộ Benfica từ năm 2003, được xây dựng lại để tổ chức các trận đấu tại Euro 2004, trong đó có cả trận chung kết. Trước khi bị phá hủy vào năm 2003 để xây một sân mới với sức chứa 65.000 chỗ ngồi, Sân vận động Ánh sáng cũ đã tổ chức trận chung kết Cúp C2 châu Âu năm 1992, trận đấu mà Werder Bremen đánh bại AS Monaco 2–0 để giành chức vô địch, và trận thứ hai là chung kết UEFA Cup (sau này là Europa League) năm 1983, khi đó Anderlecht có được kết quả hòa 1–1 với Benfica để nâng cao chiếc cúp vô địch.
Lần cuối cùng trận chung kết cúp C1 châu Âu được chơi ở Lisbon là vào năm 1967, khi Celtic đánh bại Inter 2–1 tại Estádio Nacional. Lisbon cũng tổ chức trận chung kết cúp UEFA năm 2005 tại Estádio José Alvalade, sân nhà của đội bóng đồng hương của Benfica và lọt vào trận chung kết đó, Sporting CP, nhưng đội bóng này để thua 1–3 trước CSKA Moskva.

## Thống kê trước trận đấu

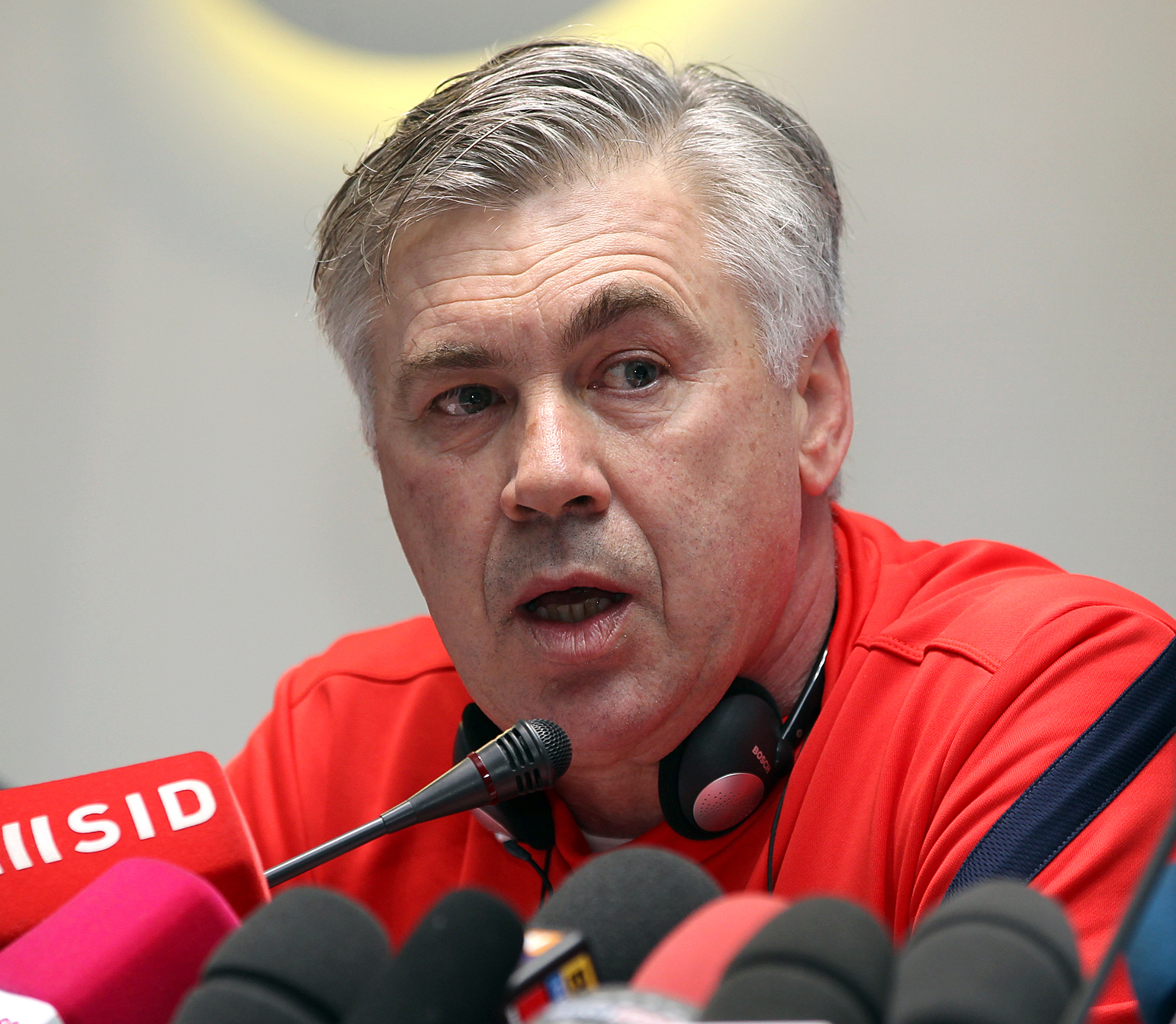
Carlo Ancelotti đã bốn lần vào chung kết, trong đó có 2 lần giành chức vô địch cùng Milan.

Đây là lần đầu tiên trong lịch sử UEFA Champions League, có một trận chung kết giữa hai đội bóng đến từ cùng một thành phố và là trận chung kết lần thứ hai liên tiếp giữa hai đội bóng cùng quốc gia. Đây cũng là lần thứ hai có một trận chung kết toàn Tây Ban Nha, sau trận chung kết năm 2000 giữa Real Madrid và Valencia, và trận chung kết thứ năm giữa các đội từ cùng một quốc gia, những trận chung kết khác giữa hai đội cùng quốc gia là vào các năm: 2003 (Italy), 2008 (Anh), và 2013 (Đức).
Real Madrid đạt kỷ lục 13 trận chung kết Champions League sau khi giành chiến thắng với tổng tỷ số 5–0 trước các nhà đương kim vô địch Bayern München, đây là lần đầu tiên họ lọt đến trận chung kết kể từ khi giành chức vô địch lần thứ 9 năm 2002. Trước đây họ đã chiến thắng ở trận chung kết vào các năm 1956, 1957, 1958, 1959, 1960, 1966, 1998, 2000, và 2002, nhưng cũng bị thua vào các năm 1962, 1964, và 1981. Đây cũng là lần lọt vào chung kết thứ 17 của Real trong tất cả các giải đấu của UEFA, vì họ cũng đã chơi tại hai trận chung kết UEFA Cup Winner's Cup (thua các năm 1971, 1983) và hai trận chung kết UEFA Cup (vô địch năm 1985 và 1986).

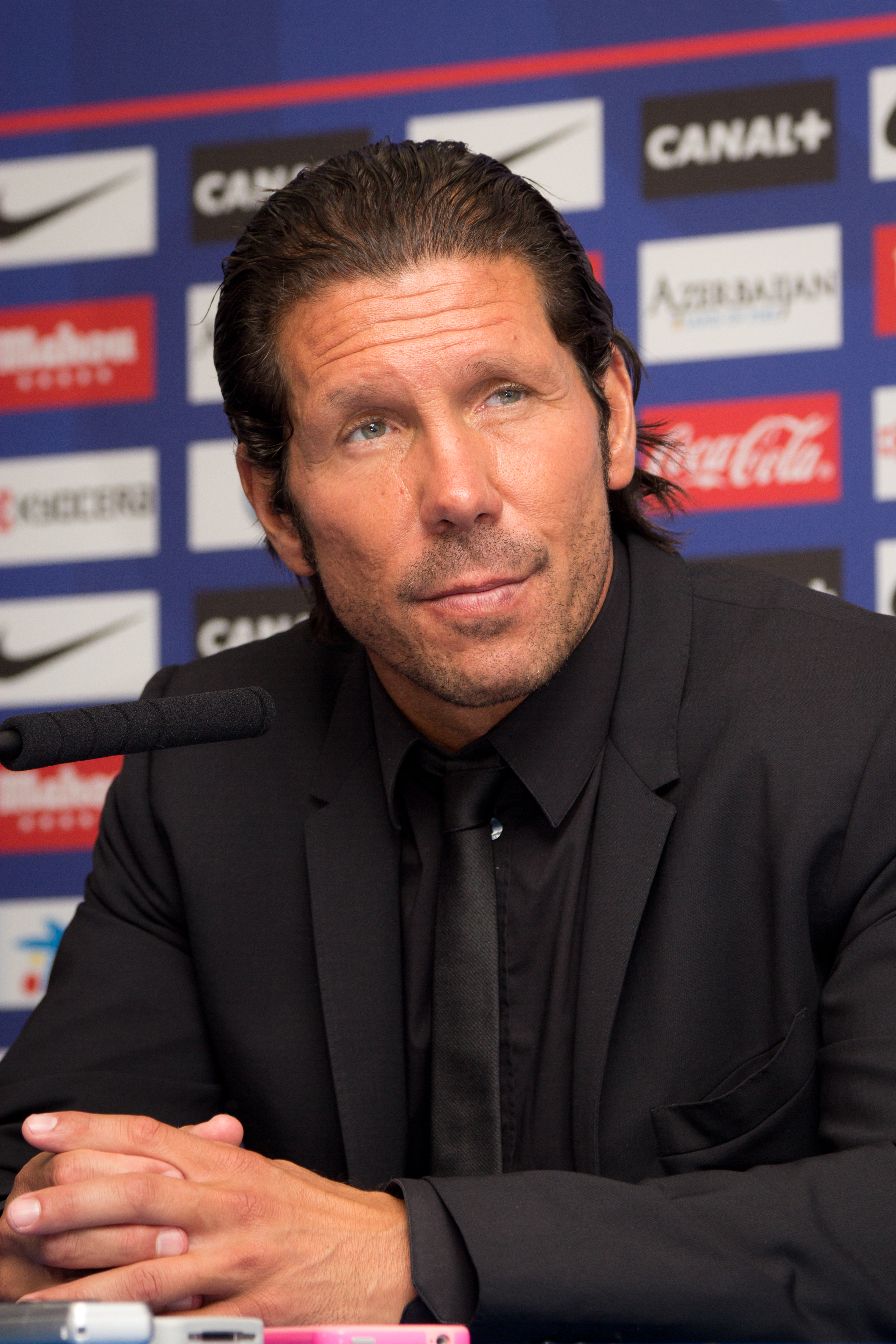
Diego Simeone có lần đầu tiên lọt đến chung kết UEFA Champions League với tư cách là huấn luyện viên của Atlético Madrid.

Đây là trận chung kết Champions League thứ tư cho huấn luyện viên hiện tại của họ, Carlo Ancelotti, người trước đây đã từng huấn luyện Milan giành được chức vô địch vào các năm 2003, 2007 nhưng thất bại vào năm 2005. Tính cả lần này thì Ancelotti đã cân bằng được các kỷ lục được tạo bởi Alex Ferguson, Marcello Lippi, và Miguel Muñoz. Mục tiêu của Ancelotti là cân bằng kỷ lục của Bob Paisley, huấn luyện viên duy nhất giành 3 chức vô địch Champions League, và cũng trở thành huấn luyện viên thứ năm giành chức vô địch với hai câu lạc bộ khác nhau, sau Ernst Happel, Ottmar Hitzfeld, José Mourinho, và Jupp Heynckes.
Atlético Madrid, lần đầu tiên vô địch La Liga kể từ năm 1996, đã lọt vào trận chung kết Cúp châu Âu đầu tiên của họ sau bốn mươi năm khi đánh bại nhà vô địch năm 2012, Chelsea, với tổng tỷ số 4–1. Đây là sự chờ đợi dài nhất giữa hai trận chung kết, vượt qua mốc 38 năm chờ đợi của Inter (1972-2010). Lần trước, họ lọt tới trận chung kết Cúp châu Âu năm 1974 và Atlético Madrid thất bại trước FC Bayern München sau khi kết thúc trận đấu lại. Atlético Madrid cũng đã góp mặt trong ba trận chung kết UEFA Cup Winners Cup (vô địch năm 1962, thua vào các năm năm 1963 và 1986) và hai trận chung kết Europa League (vô địch các năm năm 2010 và 2012), với chức vô địch gần nhất là vào chung kết UEFA Europa League năm 2012 cùng huấn luyện viên hiện tại, Diego Simeone. Ông có cơ hội cân bằng thành tích của Luis Carniglia và Helenio Herrera, các huấn luyện viên không phải người châu Âu từng giành chức vô địch European Cup/Champions League. Nếu giành chiến thắng trong trận đấu chung kết này, họ sẽ cân bằng thành tích của Juventus, Ajax, Bayern Munich, và Chelsea, là những câu lạc bộ đã giành được đủ chức vô địch của cả ba giải đấu chính thức ở châu Âu.
Trong các trận derby Madrid tại cúp châu Âu trước, vào bán kết European Cup 1958–59, Real Madrid đánh bại Atletico Madrid 2–1 trong trận tái đấu, sau khi hòa 2–2 ở trận diễn ra trước đó. Trong mùa bóng 2013–14, Atletico Madrid đánh bại Real Madrid 1–0 ở lượt đi và hoà 2–2 tại lượt về của La Liga, trong khi Real Madrid đã loại Atlético Madrid trong trận bán kết Copa del Rey (Cúp Nhà vua Tây Ban Nha), với chiến thắng 3–0 trên sân nhà và 2–0 trên sân khách.

## Đường đến chung kết
Chú ý: Ở dưới, phần ghi kết quả, cần chú ý C là sân nhà. K là sân khách. Ghi từ vòng bảng đến vòng loại trực tiếp.
| Đội         | ST | T | H | B | BT | BB | HS  | Điểm |
| ----------- | -- | - | - | - | -- | -- | --- | ---- |
| Real Madrid | 6  | 5 | 1 | 0 | 20 | 5  | +15 | 16   |
| Galatasaray | 6  | 2 | 1 | 3 | 8  | 14 | −6  | 7    |
| Juventus    | 6  | 1 | 3 | 2 | 9  | 9  | 0   | 6    |
| Copenhagen  | 6  | 1 | 1 | 4 | 4  | 13 | −9  | 3    |

| Đội                  | ST | T | H | B | BT | BB | HS  | Điểm |
| -------------------- | -- | - | - | - | -- | -- | --- | ---- |
| Atlético Madrid      | 6  | 5 | 1 | 0 | 15 | 3  | +12 | 16   |
| Zenit St. Petersburg | 6  | 1 | 3 | 2 | 5  | 9  | −4  | 6    |
| Porto                | 6  | 1 | 2 | 3 | 4  | 7  | −3  | 5    |
| Austria Wien         | 6  | 1 | 2 | 3 | 5  | 10 | −5  | 5    |

## Bên lề

### Đại sứ

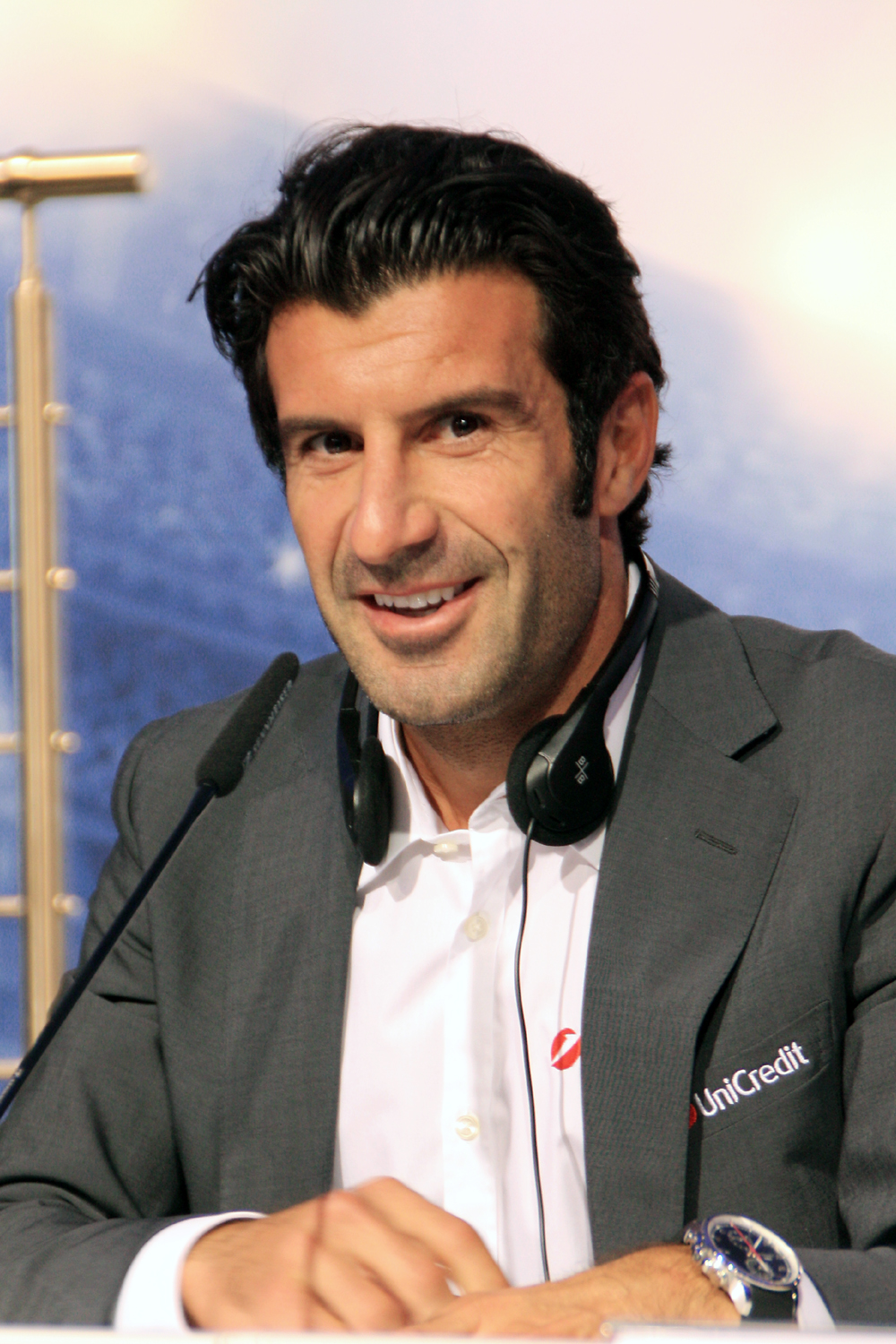
Luís Figo, đại sứ của trận chung kết UEFA Champions League 2014

Cựu cầu thủ bóng đá quốc tế người Bồ Đào Nha Luís Figo, người đã giành chức vô địch Champions League với Real Madrid vào năm 2002, là đại sứ cho trận chung kết.

### Logo
UEFA công bố logo của trận đấu vào ngày 29 tháng 8 năm 2013, cùng ngày chia bảng để thi đấu vòng bảng. Ý tưởng thiết kế lấy cảm hứng bởi cơ sở từ những phát kiến của người Bồ Đào Nha, cụ thể là hỗn thiên nghi và hoa gió, là những vật dụng quan trọng được những nhà thám hiểm biển người Bồ Đào Nha dùng để đo vị trí của các ngôi sao.

### Giá vé
Giai đoạn bán vé quốc tế đã diễn ra từ ngày 10–21 tháng 3 năm 2014. Vé có bốn mệnh giá lần lượt là: €390, €280, €160 và €70.
Trong hai câu lạc bộ lọt vào trận chung kết mỗi đội được UEFA phân bố 16,970 vé. Atlético dành 14.000 vé có sẵn cho các thành viên trong đội bóng, với giới hạn một vé cho mỗi thành viên. Real Madrid đã nhận 24.103 yêu cầu từ 73.314 thành viên câu lạc bộ cho tổng cộng 13,134; do nhu cầu lớn nên vé sẽ được trao bằng cách bốc thăm.

### Điều khiển trận đấu

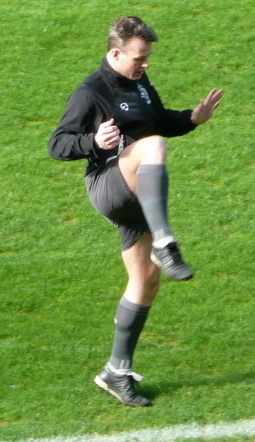
UEFA công bố Björn Kuipers làm trọng tài cho trận chung kết vào ngày 7 tháng 5.

Vị trọng tài 41 tuổi người Hà Lan Björn Kuipers được UEFA chỉ định bắt chính trong trận chung kết. Trước đó ông từng cầm còi trong các trận UEFA Super Cup 2011, Chung kết UEFA Europa League 2013 và Chung kết Cúp liên đoàn các châu lục 2013. Ông trở thành trọng tài người Hà Lan thứ tư trong một trận đấu chung kết European Cup/Champions League sau Leo Horn (1957, 1962), Charles Corver (1978) và Dick Jol (2001). Đội ngũ trọng tài còn lại bao gồm những người đồng hương Sander van Roekel và Erwin Zeinstra làm trợ lý trọng tài, Pol van Boekel và Richard Liesveld làm trợ lý trọng tài thay thế và ông Cüneyt Çakır người Thổ Nhĩ Kỳ là trọng tài chính thức thứ tư.

### Sự kiện liên quan
Hai chiếc cúp UEFA Champions League và UEFA Women's Champions League được bàn giao cho thành phố chủ nhà Lisbon trong một buổi lễ tổ chức ở City Hall ngày 17 tháng 4 năm 2014. Thị trưởng thành phố Lisbon, ông António Costa đã nhận hai chiếc cúp bạc từ tay vị chủ tịch UEFA Michel Platini, người có quyết định hợp lý để tổ chức trận chung kết UEFA Champions League ở Lisbon với thực tế rằng "đã quá lâu kể từ khi trận chung kết có mặt ở Bồ Đào Nha" và để dành tặng cho "niềm đam mê và tình yêu bóng đá của người dân Bồ Đào Nha". Những người giữ cúp chính cho cả hai trận chung kết được đại diện trong sự kiện bởi chủ tịch Bayern München Karl-Heinz Rummenigge, tiền vệ Xherdan Shaqiri và hậu vệ Wolfsburg Lina Magull. Cùng tham dự buổi lễ còn có chủ tịch Liên đoàn bóng đá Bồ Đào Nha Fernando Gomes và đại sứ trận chung kết Luís Figo. Khi hai người đang trên đường đến Lisbon và trước khi buổi lễ bắt đầu, những chiếc cúp đã được đem diễu hành bằng xe điện cũ qua thành phố trong tay của đại sứ quảng bá chiếc cúp Vitor Baía, cựu thủ môn Porto cũng như tuyển quốc gia Bồ Đào Nha và Mónica Jorge, cựu huấn luyện viên đội tuyển bóng đá nữ quốc gia.
Festival UEFA Champions League thường niên diễn ra từ ngày 22 đến 25 tháng 5 năm 2014 tại Praça làm Comércio nằm ở trung tâm thành phố.
Chung kết của giải dành cho nữ đã diễn ra vào ngày 22 tháng 5 năm 2014 tại Estádio do Restelo, là cuộc đọ sức giữa đội bóng Thụy Điển Tyresö FF và các nhà đương kim vô địch Wolfsburg. Bị dẫn trước 2–0 sau hiệp một, Wolfsburg đã ngược dòng để dành chiến thắng 4–3. Martina Müller, người từng ghi bàn trong trận chung kết trước tiếp tục lặp lại thành tích này để bảo đảm danh hiệu thứ hai liên tiếp của đội bóng nước Đức.

### Lễ mở màn

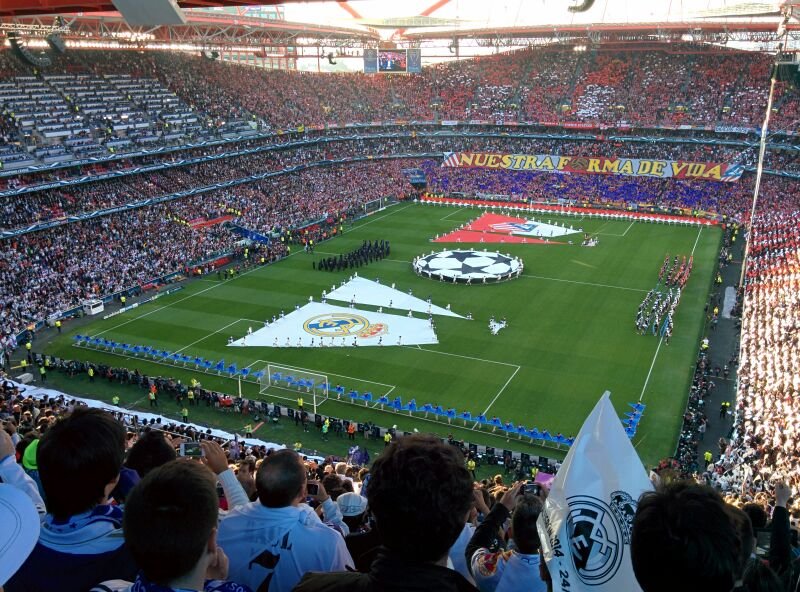
Mở màn trận đấu

Lễ mở màn trước trận được tổ chức bởi công ty của Canada Circo de Bakuza, với chỉ đạo nghệ thuật bởi biên đạo múa từ London Wanda Rokicki. Cô từng chịu trách nhiệm cho phân đoạn nghệ thuật của nhiều sự kiện thể thao quốc tế tầm cỡ như Thế vận hội Mùa hè 2004, Giải bóng đá vô địch thế giới 2010, Đại hội thể thao Khối Thịnh vượng chung 2002 và 2006. Được nhận thức để "tôn vinh truyền thống Bồ Đào Nha, bao gồm lịch sử hải quân hoặc nghệ thuật ốp lát", chương trình cần đến sáu tháng chuẩn bị và tham gia tổng cộng 400 tình nguyện viên, 90 ca sĩ và 84 băng rôn cỡ lớn. Bài hát chủ đề UEFA Champions League do ca sĩ fado người Bồ Đào Nha Mariza trình bày.

## Thông tin trận đấu

### Nhân sự
Cầu thủ duy nhất bị đình chỉ thi đấu trận chung kết là Xabi Alonso của Real Madrid, cầu thủ đã phải nhận thẻ vàng thứ ba trong trận bán kết lượt về.
Để thay thế vị trí của anh, Carlo Ancelotti đã lựa chọn tiền vệ người Đức Sami Khedira, người mới chỉ trở lại sau chấn thương. Pepe cũng bị loại khỏi đội hình xuất phát, người chơi thay anh là trung vệ 21 tuổi người Pháp Raphaël Varane. Bộ ba tấn công của Real Madrid Cristiano Ronaldo, Gareth Bale và Karim Benzema ban đầu còn bỏ ngỏ về việc góp mặt, nhưng cả ba đều đã bình phục chấn thương để có tên trong đội hình xuất phát.
Đội trưởng Atlético Gabi trở lại sau án treo giò, trong khi tiền đạo Diego Costa được điền tên vào đội hình xuất phát dù vừa trải qua điều trị nhau thai ngựa cho một chấn thương gân kheo gặp phải trong trận đấu cuối cùng của giải vô địch quốc gia vào thứ bảy tuần trước. Tuy nhiên dù có những lạc quan ban đầu nhưng tiền vệ Arda Turan đã không kịp bình phục chấn thương bị dính phải trong cùng trận đấu trên.

### Trang phục
Atlético Madrid mặc áo sơ mi với tên cựu huấn luyện viên – cầu thủ đội bóng Luis Aragonés nằm bên trong cổ áo sau khi ông qua đời vào tháng 2 năm 2014, với biểu tượng được chủ tịch UEFA Michel Platini chấp thuận. Cả hai đội đều mặc trang phục sân nhà trong trận chung kết cũng như họ gặp nhau khi thi đầu trong nước.

### Tóm tắt thi đấu

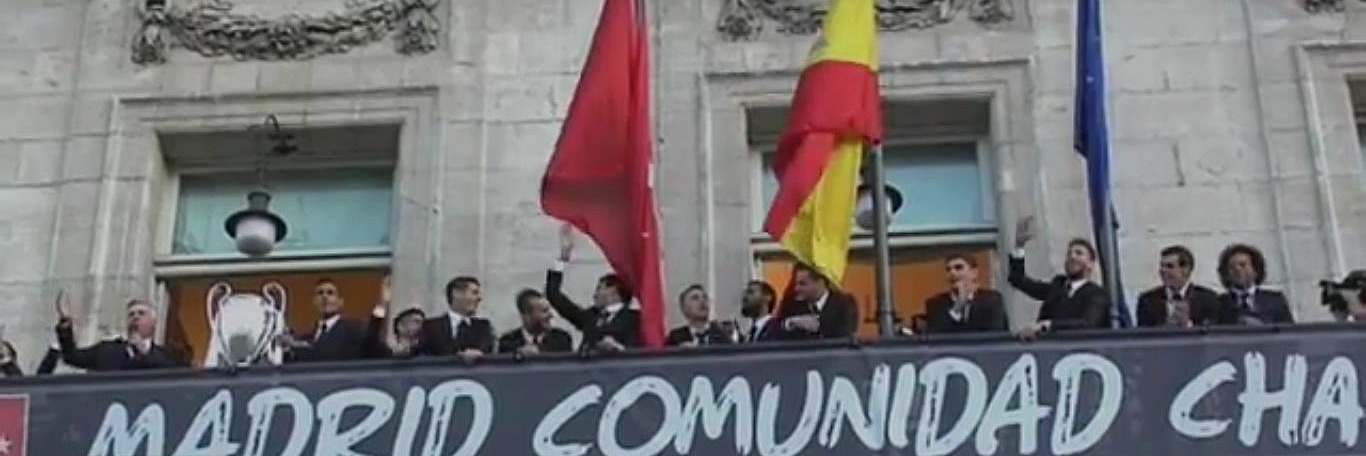
Real Madrid tổ chức lễ ăn mừng.

Chỉ sau tám phút, tiền đạo Atlético Diego Costa buộc phải rời sân vì chấn thương trước đó tái phát. Gareth Bale có cơ hội tốt nhất của Real chỉ sau nửa giờ đồng hồ nhưng chỉ vài phút sau Atlético đã trừng phạt pha bỏ lỡ này. Cú đánh đầu của Diego Godín khiến đội trưởng Real Casillas không thể cản phá, đưa Atlético vượt lên dẫn trước.
Hiệp hai chứng kiến Real đẩy cao tấn công khi họ cần tìm kiếm bàn thắng cân bằng tỉ số để từ chối danh hiệu Champions League đầu tiên của Atlético. Huấn luyện viên Carlo Ancelotti đưa ra hai sự thay đổi người liên tiếp, Fábio Coentrão và Khedira vào sân thế chỗ Marcelo và Isco. Atlético phòng ngự tổng lực còn Real tiếp tục bỏ lỡ một vài cơ hội. Cuối cùng hàng phòng ngự của Atlético cũng bị phá vỡ ở phút bù giờ thứ ba của hiệp hai bằng một cú đánh đầu hiểm hóc của Sergio Ramos vào góc trái khung thành từ quả phạt góc bên cánh phải do Luka Modrić thực hiện. Trận đấu bước vào hiệp phụ khi Atlético rõ ràng đã kiệt sức và không còn quyền thay người nào cho cả hai đội.
Real Madrid trở nên chiếm ưu thế vượt trội trong hiệp phụ, bằng chứng là pha bứt tốc của Ángel Di María bên cánh trái, đi qua tới ba cầu thủ hậu vệ Atlético rồi dứt điểm bóng chìm. Thibaut Courtois cố gắng cản phát cú sút của cầu thủ người Argentina nhưng chỉ khiến bóng đổi hướng đến Bale, người dễ dàng bật cao đánh đầu vào lưới trống, giúp Real lần đầu vượt lên dẫn trước ở phút 110. Sau đó Real có thêm hai bàn thắng nữa trên bảng tỉ số, bắt đầu bằng pha sút bóng chìm bằng chân trái của Marcelo từ ngoài vòng cấm địa ở phút 118. Những phút cuối cùng của hiệp phụ, Real được hưởng một quả penalty sau khi Cristiano Ronaldo bị Diego Godín phạm lỗi trong vòng cấm, giúp Ronaldo dứt điểm vào góc phải khung thành, tạo nên kỷ lục ghi mười bảy bàn tại giải đấu. Trong lúc ăn mừng bàn thắng của Ronaldo, Varane sút bóng về phía huấn luyện viên Atlético Diego Simeone, khiến ông giận dữ và chạy thẳng vào trong sân. Sau đó Simone bị đuổi khỏi sân còn Varane bị giữ lại trong vụ ẩu đả.
Đây là trận chung kết thứ bảy bước vào hiệp phụ và lần đầu tiên trận đấu được giải quyết trong hiệp này mà không cần đến loạt sút lân lưu. Đây vừa là trận chung kết có nhiều bàn thắng cao thứ hai trong lịch sử giải đấu sau trận hòa 3–3 giữa AC Milan và Liverpool năm 2005, vừa là trận thắng đậm thứ hai sau khi AC Milan vượt qua Barcelona 4–0 năm 1994.

### Kết quả chi tiết
| Real Madrid                                                   | 4–1 (s.h.p.) | Atlético Madrid |
| ------------------------------------------------------------- | ------------ | --------------- |
| Ramos 90+3' · Bale 110' · Marcelo 118' · Ronaldo 120' (ph.đ.) | Chi tiết     | Godín 36'       |

| Real Madrid | Atlético Madrid |

| TM               | 1  | Iker Casillas (đt) |        |     |
| HV               | 15 | Dani Carvajal      |        |     |
| HV               | 4  | Sergio Ramos       | 27'    |     |
| HV               | 2  | Raphaël Varane     | 120+3' |     |
| HV               | 5  | Fábio Coentrão     |        | 59' |
| TV               | 19 | Luka Modrić        |        |     |
| TV               | 6  | Sami Khedira       | 45+1'  | 59' |
| TV               | 22 | Ángel Di María     |        |     |
| TĐ               | 11 | Gareth Bale        |        |     |
| TĐ               | 9  | Karim Benzema      |        | 79' |
| TĐ               | 7  | Cristiano Ronaldo  | 120+1' |     |
| Dự bị:           |    |                    |        |     |
| TM               | 25 | Diego López        |        |     |
| HV               | 3  | Pepe               |        |     |
| HV               | 12 | Marcelo            | 118'   | 59' |
| HV               | 17 | Álvaro Arbeloa     |        |     |
| TV               | 23 | Isco               |        | 59' |
| TV               | 24 | Asier Illarramendi |        |     |
| TĐ               | 21 | Álvaro Morata      |        | 79' |
| Huấn luyện viên: |    |                    |        |     |
| Carlo Ancelotti  |    |                    |        |     |

| TM               | 13            | Thibaut Courtois   |        |     |
| HV               | 20            | Juanfran           | 74'    |     |
| HV               | 23            | Miranda            | 53'    |     |
| HV               | 2             | Diego Godín        | 120'   |     |
| HV               | 3             | Filipe Luís        |        | 83' |
| TV               | 8             | Raúl García        | 27'    | 66' |
| TV               | 5             | Tiago              |        |     |
| TV               | 14            | Gabi (đt)          | 100'   |     |
| TV               | 6             | Koke               | 86'    |     |
| TĐ               | 19            | Diego Costa        |        | 9'  |
| TĐ               | 9             | David Villa        | 72'    |     |
| Dự bị:           |               |                    |        |     |
| TM               | 1             | Daniel Aranzubia   |        |     |
| HV               | 12            | Toby Alderweireld  |        | 83' |
| TV               | 4             | Mario Suárez       |        |     |
| TV               | 11            | Cristian Rodríguez |        |     |
| TV               | 24            | José Ernesto Sosa  |        | 66' |
| TV               | 26            | Diego              |        |     |
| TĐ               | 7             | Adrián López       |        | 9'  |
| Huấn luyện viên: |               |                    |        |     |
| Diego Simeone    | Diego Simeone | Diego Simeone      | 120+3' |     |

| Cầu thủ xuất sắc nhất trận theo bình chọn của UEFA: Ángel Di María (Real Madrid) Cầu thủ xuất sắc nhất trận theo bình chọn của Cổ động viên: Sergio Ramos (Real Madrid) Trợ lý trọng tài: Sander van Roekel (Hà Lan) Erwin Zeinstra (Hà Lan) Trọng tài thứ tư: Cüneyt Çakır (Thỗ Nhĩ Kỳ) Trọng tài thay thế: Pol van Boekel (Hà Lan) Richard Liesveld (Hà Lan) | Luật: - 90 phút (chính thức). - 30 phút hiệp phụ nếu tỷ số hòa trong thời gian thi đấu chính thức. - Đá luân lưu 11m nếu hòa trong cả thời gian thi đấu chính thức và hiệp phụ. - 7 cầu thủ trên ghế dự bị. - 3 quyền thay thế. |

### Phản ứng
Huấn luyện viên của Atlético Madrid, ông Diego Simeone có một chút tiếc nuối khi lỡ cơ hội đăng quang Champions League. "Cảm giác của tôi lúc này không thể gọi là buồn", ông nói sau trận. "Tôi cảm thấy chua xót vì chúng tôi không thể hoàn thành mục tiêu". Dù có chút thất vọng, chiến lược gia người Argentina vẫn cảm thấy tự hào với những gì các học trò làm được trong 120 phút thi đấu. "Trận đấu này không đáng để khóc bởi lẽ khi bạn làm mọi thứ có thể, bạn cần ngẩng cao đầu", Simeone chia sẻ. "Bóng đá có thắng có thua. Hôm nay chúng tôi là những kẻ bại trận. Tuy nhiên, chúng tôi biết rằng đội bóng đã trở nên mạnh mẽ hơn. Người hâm mộ cũng nhìn thấy năng lực thực sự của Atletico. Mùa tới, Atletico sẽ còn chơi hay hơn và thi đấu tốt như những gì đã làm ở mùa này". Ông cho rằng đội bóng của ông đá tốt hiệp một và phần còn lại thuộc về Real. "Nhìn tổng thể, chúng tôi bị khóa lại bắt đầu từ hiệp hai. Đây là một thử thách quá khó khăn. Phần còn lại của trận đấu rất tuyệt vời với những gì đã diễn ra". Hậu vệ của Real Sergio Ramos xúc động phát biểu sau trận đấu khi ghi bàn gỡ hòa 1–1 ở phút bù giờ thứ ba hiệp hai, "Đây là bàn thắng quan trọng nhất sự nghiệp của tôi", "Tôi hài lòng với những nỗ lực đến tận giờ phút cuối cùng. Đây không phải là bàn thắng cho cá nhân tôi mà dành cho tất cả người hâm mộ Real và những ai đã ủng hộ chúng tôi. Đây là cảm xúc không thể diễn tả thành lời".